# サンアンドレアス断層

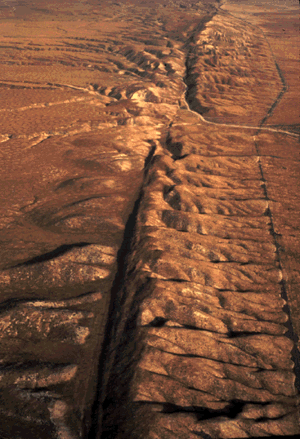
カリゾ平原の上空から見たサンアンドレアス断層

サンアンドレアス断層（サンアンドレアスだんそう、San Andreas Fault）は、アメリカ合衆国太平洋岸のカリフォルニア州南部から西部にかけて約800マイル（約1,300km）にわたって続く、巨大な断層である。断層の活動によって周辺地域は地震の多発地帯となっている。

## 概要

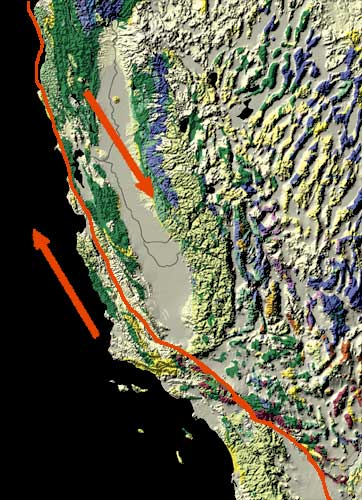
衛星画像と断層の分布

カリフォルニアに地震が多いことは西部開拓時代から知られていた。1895年、地質学者のアンドリュー・ローソンが断層の存在を確認しサンアンドレアス断層と命名した。細かく見れば複数の断層群からなっており、それらを合わせてサンアンドレアス断層系とも呼ぶ。右ずれの横ずれ断層である。プレートテクトニクスの観点からは、太平洋プレートと北アメリカプレートの境界をなすトランスフォーム断層である。
断層の活動によって周辺地域は地震の多発地帯となっている。1906年にはサンフランシスコ地震が発生してサンフランシスコは壊滅状態となり3,000人が死亡した。

## 地質構造

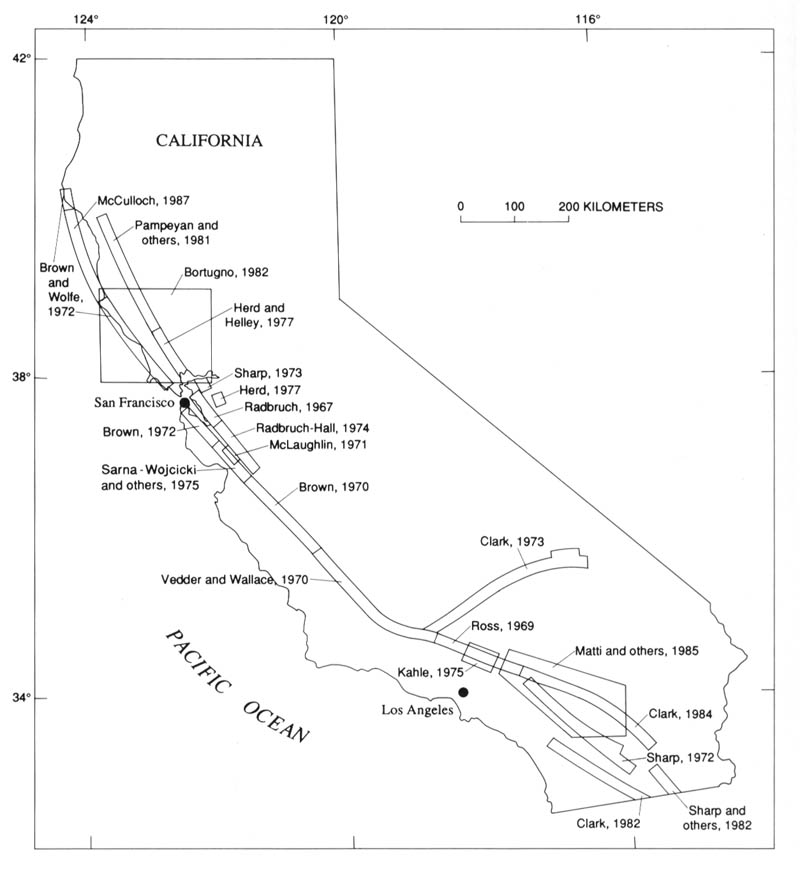
米国地質調査所による断層の地図

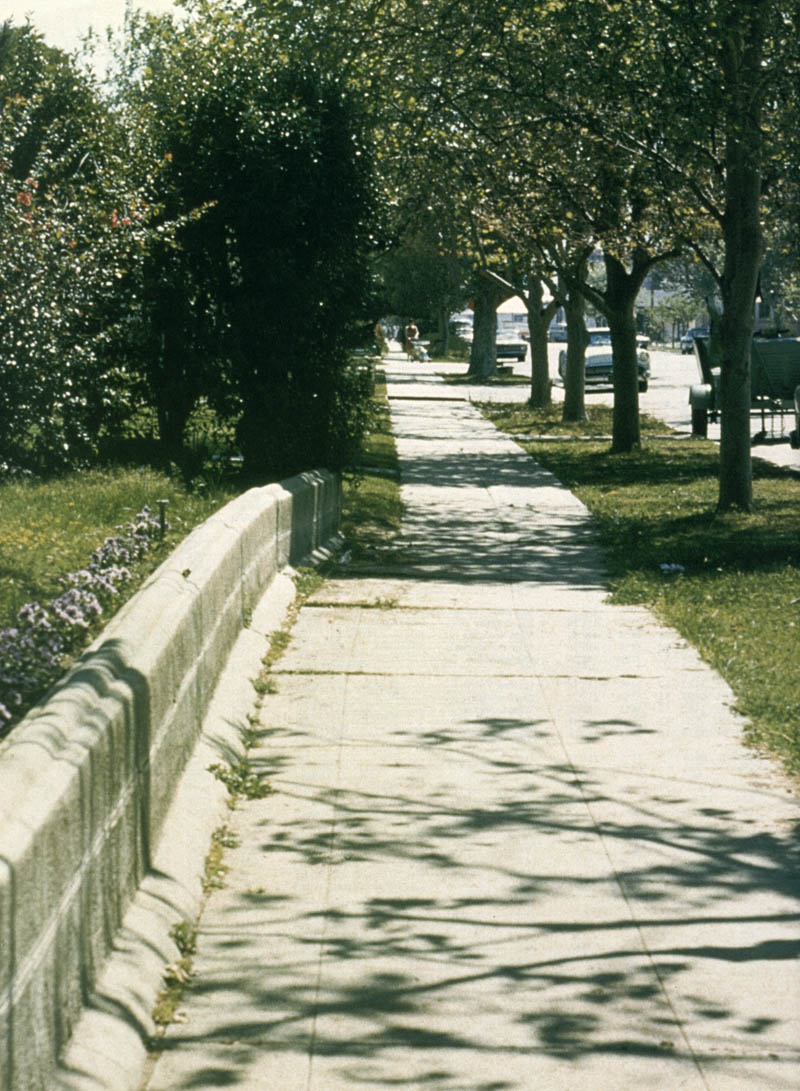
ホリスターのクリープ断層

### 地表面の構造
サンアンドレアス断層は構造上3つのセグメントに区分できる。
南部セグメント（モハベセグメントとも呼ばれる）は、ソルトン湖から北向きにスタートし、サンバーナディーノ山脈の手前で西に曲がって南側の裾野に沿って進み、カホン峠を横断して、サンガブリエル山脈の北側の裾野を進む。この領域では断層の走向とプレート運動の方向が約20度ずれているため、法線方向に応力成分が発生してスラスト断層（逆断層）が生じ、トランスバース山脈を形成している。パームデールの露頭では断層活動によって露出した地殻深部の地層が見られる。さらに、断層はフラジアパークを横断してから北へ大きく曲がる。この領域はビッグベンドと呼ばれる。ここから断層はカリゾ平原を横断する。この平原は樹木の少ない乾燥地帯であるため、上空から断層の形状をつぶさに観察できる。
中部セグメントは、パークフィールドからホリスターへ北西方向に向かっている。パークフィールドでは後述の通り周期的に大規模な地震が観測されている。ホリスターでは、断層は常にずれ続けるクリープ断層となっており、巨大地震は起こさないが、じわじわと道路や家屋を変形させる様子が観察される。
北部セグメントは、ホリスターからサンフランシスコ半島を通り、少しの間海上に出て、海岸沿いを通ってメンドシノ岬の近くまで至る。メンドシノ岬の周辺地域は3つのプレートが互いにぶつかる地質学的に不安定な地点となっている。ここから北はファンデフカプレートが北アメリカプレートに潜り込むカスケード沈み込み帯である。西方向は、ファンデフカプレートと太平洋プレートとの境界をなす横ずれ断層であるメンドシノ断層帯となる。サンフランシスコの東にはサンアンドレアス断層と平行して同じプレート運動によって生成されているヘイワード断層帯などの断層が存在している。
サンアンドレアス断層の移動速度については諸説あるが、太平洋プレートと北アメリカプレートとの相対運動は年間35mmとみられている。また、断層の両側に位置するロサンゼルスとサンフランシスコは、互いに年間6mmの速度で近づいている。

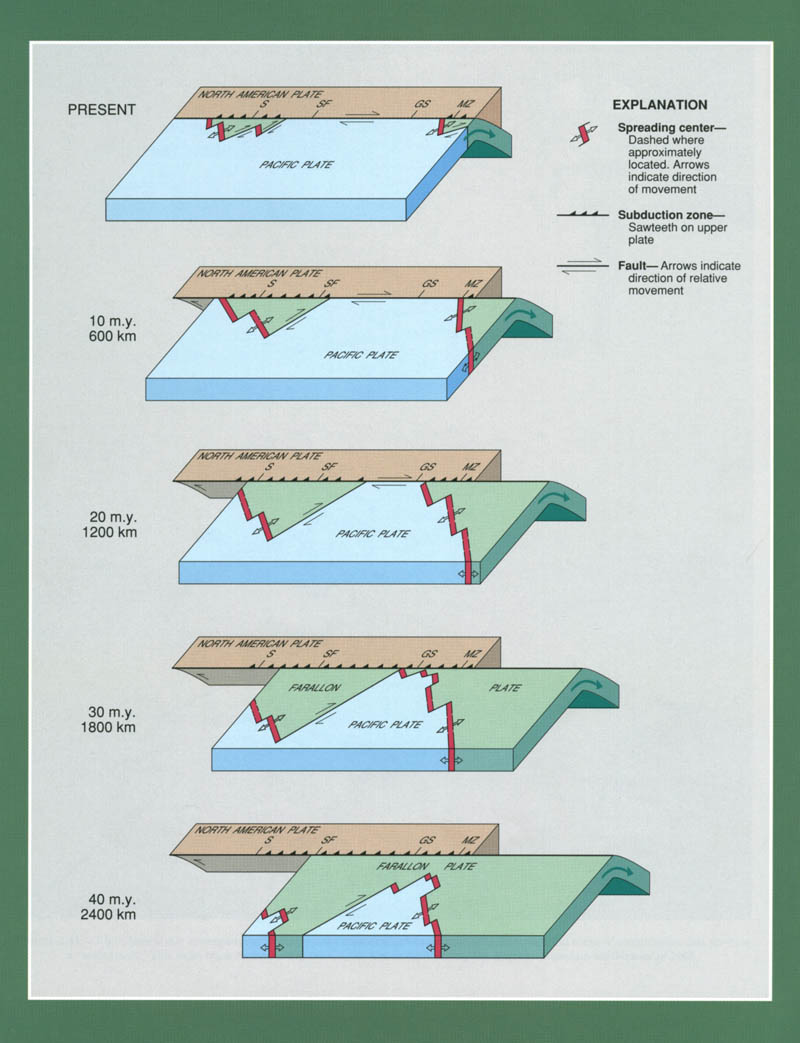
サンアンドレアス断層の形成過程, Atwater (1970) を図解

### 形成過程
サンアンドレアス断層の形成過程については依然として謎が多い。今日有力とされている Atwater (1970) の説によれば、中生代から第三紀にかけてアメリカ大陸西海岸にはファラロンプレートが沈み込んでいたが、ファラロンプレートを生成していた中央海嶺までが沈み込んでほとんど消失状態となり、北西方向に動いている太平洋プレートが北米プレートと3,000万年前にぶつかってサンアンドレアス断層を形成した。太平洋プレートと北米プレートの衝突幅が広がるとともに横方向の断層も規模が大きくなり、巨大な横ずれ断層が形成された。
近年、Bohannon et al. (1995) によって、ファラロンプレートを生成していた中央海嶺は沈み込んだのではなく、3,000万年前以降にファラロンプレートは太平洋プレートと一体化したという説が提唱されている。
この説を取れば、ファラロンプレートが沈み込みを停止して横ずれを開始し、サンアンドレアス断層が形成されたと考えることができる。

### 地震活動の記録
カリフォルニアで文字による地震活動の記録が始められたのは西部開拓が開始されてからのことであり、古い時代の記録は残されていない。サンアンドレアス断層が関係した大きな地震で、はっきりとした記録が残っているものとしては以下がある。

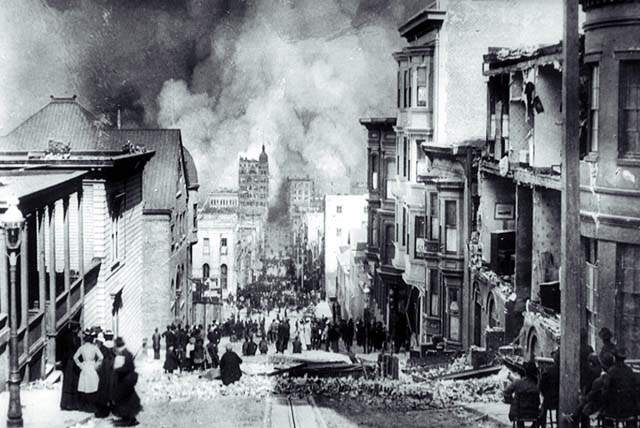
1906年のサンフランシスコ地震

- 1857年1月9日 - フォートテフォン地震（英語版）。モーメント・マグニチュードは推定7.9。震源はパークフィールド南方と考えられている。サンアンドレアス断層の中部セグメントから南部にかけて350kmにわたって破壊が生じた。当時のカリフォルニアは人口も希薄で、2人の死者が出たにとどまった。
- 1906年4月18日 - サンフランシスコ地震。マグニチュード7.8。サンアンドレアス断層の北部セグメントにおいて430kmにわたって破壊が生じた。地震とそれに続いた火災によって当時新興都市であったサンフランシスコは壊滅状態となり、3,000人が死亡し22万人が家を失った。
- 1989年10月18日 - ロマプリータ地震。マグニチュード6.9。サンタクルーズ周辺で40kmにわたって破壊が生じた。サンフランシスコで大きな被害が出た。死者63人。
- 1994年1月17日 - ノースリッジ地震。マグニチュード6.7。この地震はプレート内部の活断層が動いたものでサンアンドレアス断層は直接の震源ではないが、上述のこの地域の地殻変動に起因するものである。ロサンゼルスを中心に高速道路が倒壊するなどの大きな被害が出た。死者60人。
- 2004年9月28日 - パークフィールド地震（英語版）。マグニチュード6.0。下記に詳述する。

## 研究の状況

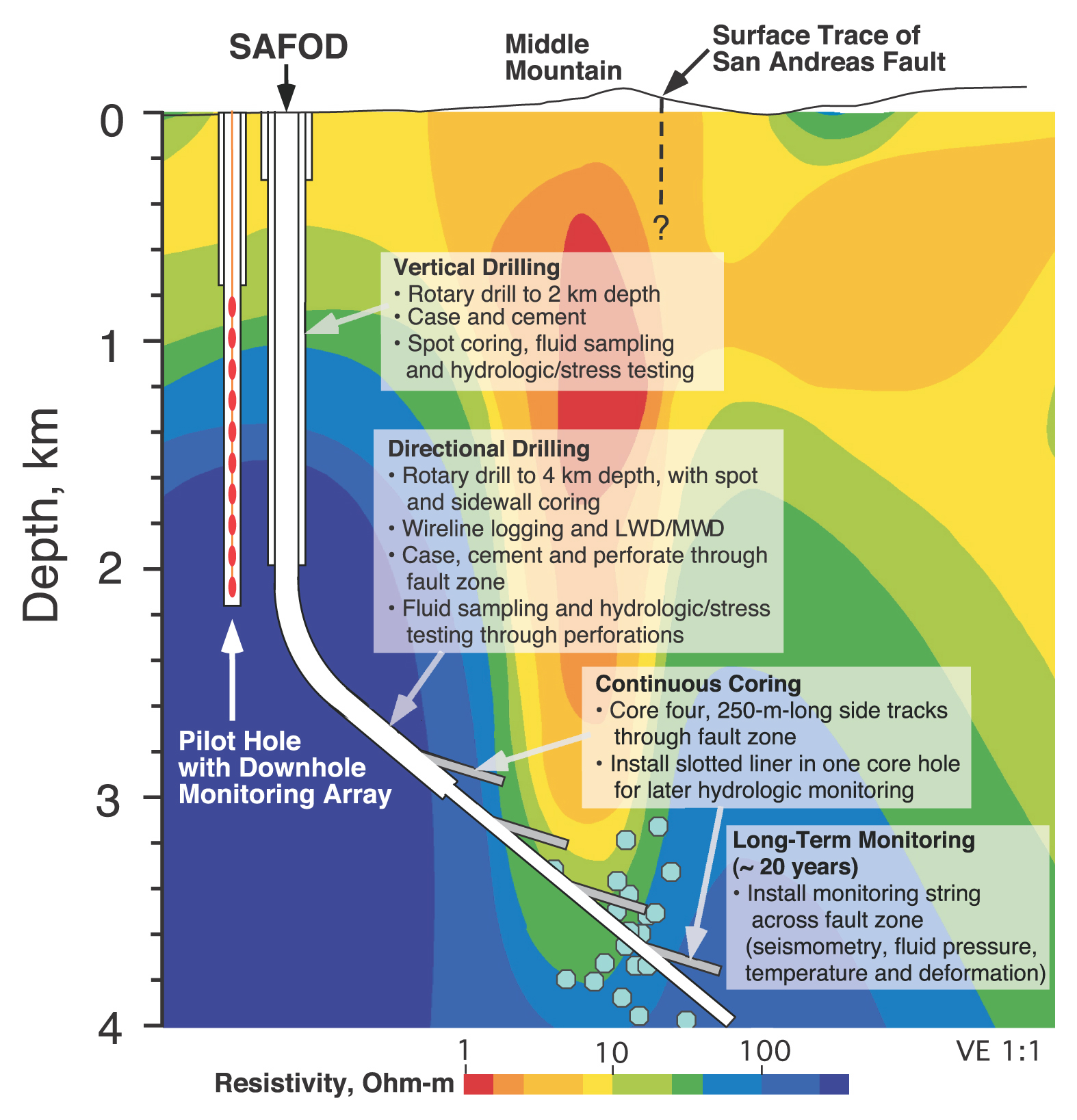
SAFODプロジェクト

### パークフィールドにおける地震観測
サンアンドレアス断層上に位置しているカリフォルニア州パークフィールドでは、マグニチュード6クラスの地震がほぼ22年周期（1857年、1881年、1901年、1922年、1934年、1966年）で発生していた。周期的に発生する地震を狙って、パークフィールドには観測機器が多数設置され、世界で最も稠密に地震が観測されている地域の1つとなっている。
次の地震は1988±7年に起きると予測されていたが、予測よりも間隔が開き、実際に起きたのは2004年であった（パークフィールド地震）。間隔が開いたことで歪みがより多く蓄積されていると考えられていたが、発生した地震の強さは当初の予測と比べて強くはならなかった。この点に関しては、過去のデータを改めて検証すると、周辺の別の断層で発生した地震を入れてしまっている可能性もあるという指摘がある。

### 掘削探査
2004年からパークフィールド北方でサンアンドレアス断層掘削計画（San Andreas Fault Observatory at Depth, SAFOD）が開始されている。これはサンアンドレアス断層の地下に向けて3,000mをボーリングし、観測機器を設置して地震が発生している領域の状況を直接観測しようというプロジェクトである。試験孔及び本孔の主要部分の掘削は完了している。

## 次の大地震は
2006年6月22日付け『ネイチャー』および6月23日付け『サイエンス』において、サンアンドレアス断層系南部において歪みが蓄積されている可能性が高いとの研究成果が掲載された。『ネイチャー』によれば、歪みはマグニチュード7.0以上の大規模な地震を引き起こすレベルにまで蓄積されている。サンアンドレアス断層の北部セグメントは1906年のサンフランシスコ地震で、中部セグメントは1857年のフォートテフォン地震で歪みが解放されたが、南部セグメントでは少なくとも過去300年間は破壊が生じていない。大地震のリスクはこれまで研究者が考えていたよりもずっと高まっている。
もし南部セグメントで大規模な地震が発生すれば、パームスプリングスや、サンバーナーディノ郡、リバーサイド郡、インペリアル郡などにおいて大きな被害が生じ、ロサンゼルスやサンディエゴなどの人口密集地にも被害が及ぶと想定される。

## フィクションでの描写
サンアンドレアス断層はポップカルチャーでもしばしば題材にされる。1978年のアメリカ映画『スーパーマン』では、敵役のレックス・ルーサーが、「サンアンドレアス断層に核ミサイルを撃ち込んで巨大地震を発生させ断層から海側の土地を海没させて、内陸側に買い占めておいた土地をビーチサイドの高級住宅地にしてしまい大儲けしよう」と企む。これを意識した可能性もあるが、やはり映画『007 美しき獲物たち』（1985年）にも同様にして、悪役が地震や津波によるサンフランシスコ付近の産業の壊滅をもくろんでいる、という設定がある（ただし時代の変化もあり、「シリコンバレー」として日本でも有名な、エレクトロニクス産業のシェアを分捕ろう、という陰謀となっている）。他にも、サンアンドレアス断層の活動によって「カリフォルニア沈没」というようなプロットはよく見られるが、実際の断層は横ずれ断層であり左右に動いているため、その動きを単純に拡大しただけでは、「カリフォルニアが寒冷の地になる」ということはあっても、直接には実際には「沈没」することはない。
2015年に劇場公開されたディザスター映画の『カリフォルニア・ダウン』では、サンアンドレアス断層による大地震に直面した家族を描いた。
コンピューターゲームのグランド・セフト・オートシリーズでは度々、「サンアンドレアス」という名前の地域が舞台となっている。

### 参照
1. ↑  Andrew Lawson: Discoverer of the San Andreas Fault
2. ↑  Latest Earthquakes, USGS（米国地質調査所）
3. ↑  “大辞林 第三版の解説”.   コトバンク. 2018年2月10日閲覧。
4. ↑  Atwater, Tanya, 1970, Implications of plate tectonics for the Cenozoic tectonic evolution of western North America: Geological Society of America Bulletin, vol. 81, no. 12, pp. 3513-3536
5. ↑  Atwaterのモデルに基づくシミュレーション動画が公開されている。The Educational Multimedia Visualization Center of the Dept. Geological Sciences, UCSB
6. ↑  Bohannon, R.G., and Parsons, T., 1995, Tectonic implications of post-30 Ma Pacific and North American relative plate motions: Geological Society of America Bulletin, vol. 107, pp. 937-959
7. ↑  Bakun, W. H., Lindh, A. G., The Parkfield, California, Earthquake Prediction Experiment, Science, vol. 229, no. 4714, pp. 619-624, 16 Aug 1985
8. ↑  第161回地震予知連絡会議事概要, 2004年パークフィールド地震について
9. ↑  SAFOD, USGS
10. ↑  Yuri Fialko, Interseismic strain accumulation and the earthquake potential on the southern San Andreas fault system, Nature, vol. 441, pp. 968-971, 22 June 2006
11. ↑  Richard A. Kerr, The Strain Builds in Southern California, Science, vol. 312, no. 5781, pp. 1732, 23 June 2006
12. ↑  グランド・セフト・オート・サンアンドレアス 日本語公式サイト インフォメーション